# Malou Lindholm
Marie-Louise (MaLou) Lindholm, född 18 oktober 1948 i Enskede församling, Stockholm, är en svensk politiker och tidigare ledamot av Europaparlamentet. Hon var ledamot mellan 9 oktober 1995 och 19 juli 1999 och representerade Miljöpartiet.
2003 tilldelades Lindholm Svenska Carnegieinstitutets journalistpris, tillsammans med  Torgny Peterson, för "avslöjandet av Mike Trace-skandalen i FN samt för en nyhetsservice via Hassela Nordic Network".
I Europaparlamentsvalet i Sverige 2004 kandiderade Lindholm för de tvärpolitiska EU-motståndarna. 